# Museu Peabody de História Natural
O Museu Peabody de História Natural da Universidade de Yale está entre os museus de história natural mais antigos, maiores e mais prolíficos do mundo. Foi fundada pelo filantropo George Peabody em 1866, a pedido de seu sobrinho Othniel Charles Marsh, o primeiro paleontólogo. Mais conhecido do público por seu Grande Salão dos Dinossauros, que inclui um Brontossauro juvenil montado e o mural de 34 metros de comprimento A Idade dos Répteis, também possui exposições permanentes dedicadas à evolução humana e de mamíferos; dioramas da vida selvagem; artefatos egípcios; e pássaros, minerais e nativos americanos de Connecticut.
Em 28 de agosto de 2018, a Universidade de Yale anunciou uma contribuição de 160 milhões de dólares por Ed Bass para a renovação do Museu. O compromisso histórico está entre os presentes mais generosos para Yale e é o maior presente conhecido já feito em um museu de história natural nos Estados Unidos. A contribuição de Bass ajudará a financiar a renovação e expansão do aclamado museu. O escopo completo e o cronograma da renovação ainda estão em desenvolvimento, mas as galerias devem fechar temporariamente em 30 de junho de 2020. A captação de recursos para o projeto está em andamento.